# Stelis striolata
Stelis striolata är en orkidéart som beskrevs av John Lindley. Stelis striolata ingår i släktet Stelis och familjen orkidéer. Inga underarter finns listade i Catalogue of Life.